# Bennington, Vermont

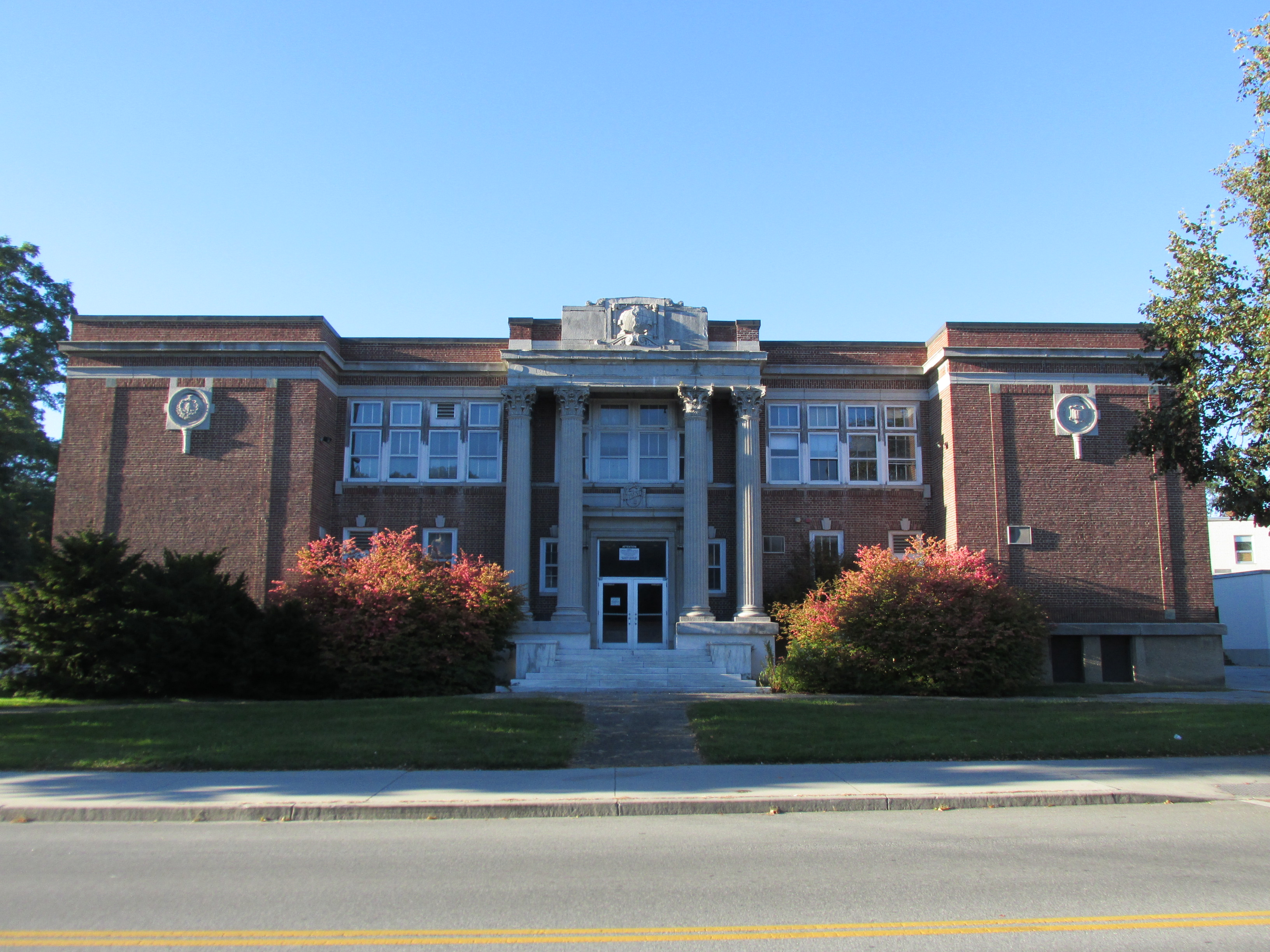

Bennington, ort och kommun (town) i Bennington County i delstaten Vermont, USA med cirka 15 737 invånare (2000). Bennington är administrativ huvudort (county seat) i Bennington County. I orten ligger högskolan Bennington College.
Orten är känd för Slaget vid Bennington (The Battle of Bennington), som ägde rum den 16 augusti 1777 när 2 000 kolonialister kämpade mot 1 000 brittiska soldater. Ett av världens största krigsmonument, det 100 meter höga Bennington Battle Monument, påminner om slaget.
Bennington var huvudstad i Republiken Vermont 1777–1791. 
Bennington blev omskrivet i amerikanska media i samband med att minst fem personer i området på ett oförklarligt sätt försvann i området mellan 1942 och 1950. Samtliga försvinnanden skedde i vildmarksområdet Glastenbury Mountain strax utanför Bennington och endast en av de försvunna personerna hittades senare. Försvinnandena gav upphov till benämningen Benningtontriangeln.